# André Cadere
André Cadere, né le 30 mai 1934 à Varsovie (où son père est alors diplomate) et mort le 12 août 1978 à Paris, est un artiste roumain conceptuel.

## Biographie
Il quitte la Roumanie et s'installe à Paris en 1967. La même année, il expose au Marché expérimental d'art des peintures dans la mouvance de l'Op Art ; il fréquente alors Isidore Isou et le milieu lettriste. Très vite, il tisse des liens avec les artistes parisiens qui, dans le sillage de l'art minimal, du Land Art et de l'art conceptuel, mettent en question l'identité de l'auteur et de l'œuvre, la pertinence de la signature et de l'« objet ». En 1969, il montre au Salon de mai un tableau-relief composé de demi-baguettes colorées, puis, pour Work in Progress organisé la même année par Christian Boltanski et Jean Le Gac, il tresse 750 mètres de ficelle sur le portail de l'American Center.

## Expositions
- New York, Institute for Contemporary Art, PS1, André Cadere, All Walk of Life, 15 octobre – 10 décembre 1989

## La barre de bois rond
D'abord simple baguette ou "bâton", la barre de bois rond est aussi connue sous le nom de Peinture sans fin. A la fois peinture, sculpture, mobile, l'oeuvre se laisse regarder de tous les côtés. L'artiste se déplace à New-York avec l'oeuvre sur l'épaule dans la rue, les galeries et musées afin de la présenter à un public diversifié. Suivant une démarche artistique et politique, c''est la question de l'oeuvre dans l'espace qui prime chez l'artiste qui s'affranchit des vecteurs traditionnels de représentation de l'art et revendique l'autonomie de son statut d'artiste et celui de l'oeuvre.
En 1972, elle fait partie intégrante de son activité et, par extension, de son personnage. L'insertion de Cadere dans le monde international de l'art se construit par étapes et forme peu à peu une "stratégie du déplacement" qui le conduit à Cassel lors de la documenta 5, en 1972. Le projet du Marcheur de Cassel, où il se rend en train après avoir annoncé qu'il irait à pied (voir La vie possible de Christian Boltanski, Seuil, 2007, pages 73-74), est caractéristique de la façon dont il s'impose sur la scène artistique et en déjoue les codes. 
En revendiquant une indépendance absolue vis-à-vis des institutions culturelles, Cadere ne craint pas de s'exposer à l'incompréhension et aux réactions négatives. Tout en recherchant les rencontres, il sait que sa voie demeure intransigeante et solitaire. 

### Citations
- "Une barre de bois rond est immuable, toute pièce étant à chaque fois différente l'une de l'autre, l'ensemble du travail étant une constellation. Cette constellation étant strictement limitée. D'un autre côté, mon activité n'a pas de suite, ni d'avenir. Il n'y a pas d'évolution, une barre de bois rond est." - Lettre à Yvon Lambert, 24 mai 1978
- "Je veux dire aussi de mon travail et de ses multiples réalités, il y a un autre fait : c'est le héros. On pourrait dire qu'un héros est au milieu des gens, parmi la foule, sur le trottoir. Il est exactement un homme comme les autres. Mais il a une conscience, peut-être un regard, qui, d'une façon ou d'une autre, permet que les choses viennent presque par une sorte d'innocence". - Lettre à Yvon Lambert, 25 mai 1978.

Extraits de Bernard Marcelis, Comment regarder une barre de bois rond.

## Publications
- Karola Grässlin, Bernard Marcelis and Fabrice Hergott, Eds., André Cadere: Catalogue Raisonné: Volume 2, Cologne 2009